# Hexamitocera
Hexamitocera är ett släkte av tvåvingar. Hexamitocera ingår i familjen kolvflugor.
Kladogram enligt Catalogue of Life och Dyntaxa:
| Hexamitocera | \| \| Hexamitocera loxocerata \| \| \| \| \| \| Hexamitocera martineki \| \| \| \| \| \| Hexamitocera tricincta \| \| \| \| \| \| Hexamitocera vittata \| \| \| \| \| \| Hexamitocera vockerothi \| \| \| \| |
|              | \| \| Hexamitocera loxocerata \| \| \| \| \| \| Hexamitocera martineki \| \| \| \| \| \| Hexamitocera tricincta \| \| \| \| \| \| Hexamitocera vittata \| \| \| \| \| \| Hexamitocera vockerothi \| \| \| \| |
|              | Hexamitocera loxocerata |
|              | |
|              | Hexamitocera martineki |
|              | |
|              | Hexamitocera tricincta |
|              | |
|              | Hexamitocera vittata |
|              | |
|              | Hexamitocera vockerothi |
|              | |